# Adieu verdure
Albums de Dick Annegarn
Approche-toi
(1992) Au Cirque d'Hiver
(2000)
Adieu verdure est un album de Dick Annegarn sorti le 20 avril 1999.

## Liste des titres
| No  | Titre                                         | Durée |
| --- | --------------------------------------------- | ----- |
| 1.  | Que toi                                       | 4:17  |
| 2.  | Rosy (traditionnel, adaptation Dick Annegarn) | 3:24  |
| 3.  | Katinga tango                                 | 3:12  |
| 4.  | La limonade                                   | 3:53  |
| 5.  | Boileau (d'après un poème de Nicolas Boileau) | 3:16  |
| 6.  | Javer                                         | 3:49  |
| 7.  | Adieu verdure                                 | 3:11  |
| 8.  | Rhapsode (en duo avec Mathieu Boogaerts)      | 5:41  |
| 9.  | Gisèle                                        | 2:01  |
| 10. | Keep your hands off her (Huddie Ledbetter)    | 3:09  |
| 11. | Lille                                         | 2:58  |